# Жуцево
Жуцево (пол. Rzucewo, нім. Rutzau) — село в Польщі, у гміні Пуцьк Пуцького повіту Поморського воєводства.